# Gundars Vētra
Gundars Vētra (1967.) je bivši latvijski košarkaš. Bio je sovjetski i latvijski reprezentativac. Igrao je na mjestu beka. Visine je 196 cm. Igrao je u Euroligi sezone 1998./99. za ruski klub CSKA iz Moskve.
Prvi je Latvijac koji je zaigrao u NBA. Jednu je sezonu igrao u Minnesota Timberwolvesima. 